# 高良台分屯基地
座標: 北緯33度15分30.8秒 東経130度31分23.6秒 / 北緯33.258556度 東経130.523222度
高良台分屯基地（こうらだいぶんとんきち、JASDF Kouradai Sub Base）とは、福岡県久留米市荒木町藤田官有地に所在し、第8高射隊が配置されている航空自衛隊春日基地の分屯基地である。陸上自衛隊高良台演習場の南方の3箇所に分かれた位置にある。筑紫平野の中部に位置しているのは、九州北部地域の防空任務のためである。
分屯基地司令は、第8高射隊長が兼務している。

## 配置部隊
- 第8高射隊